# Toots Thielemans
Jean Baptiste Frédéric Isidor (Toots) baron Thielemans (Brussel, 29 april 1922 – Eigenbrakel, 22 augustus 2016) was een Belgisch jazzmuzikant en componist, die behalve als gitarist en mondharmonicaspeler ook bekendheid verwierf als virtuoos fluiter. Zijn bijnaam Toots is afgeleid van de muzikanten Toots Mondello en Toots Camarata.

## Levensloop

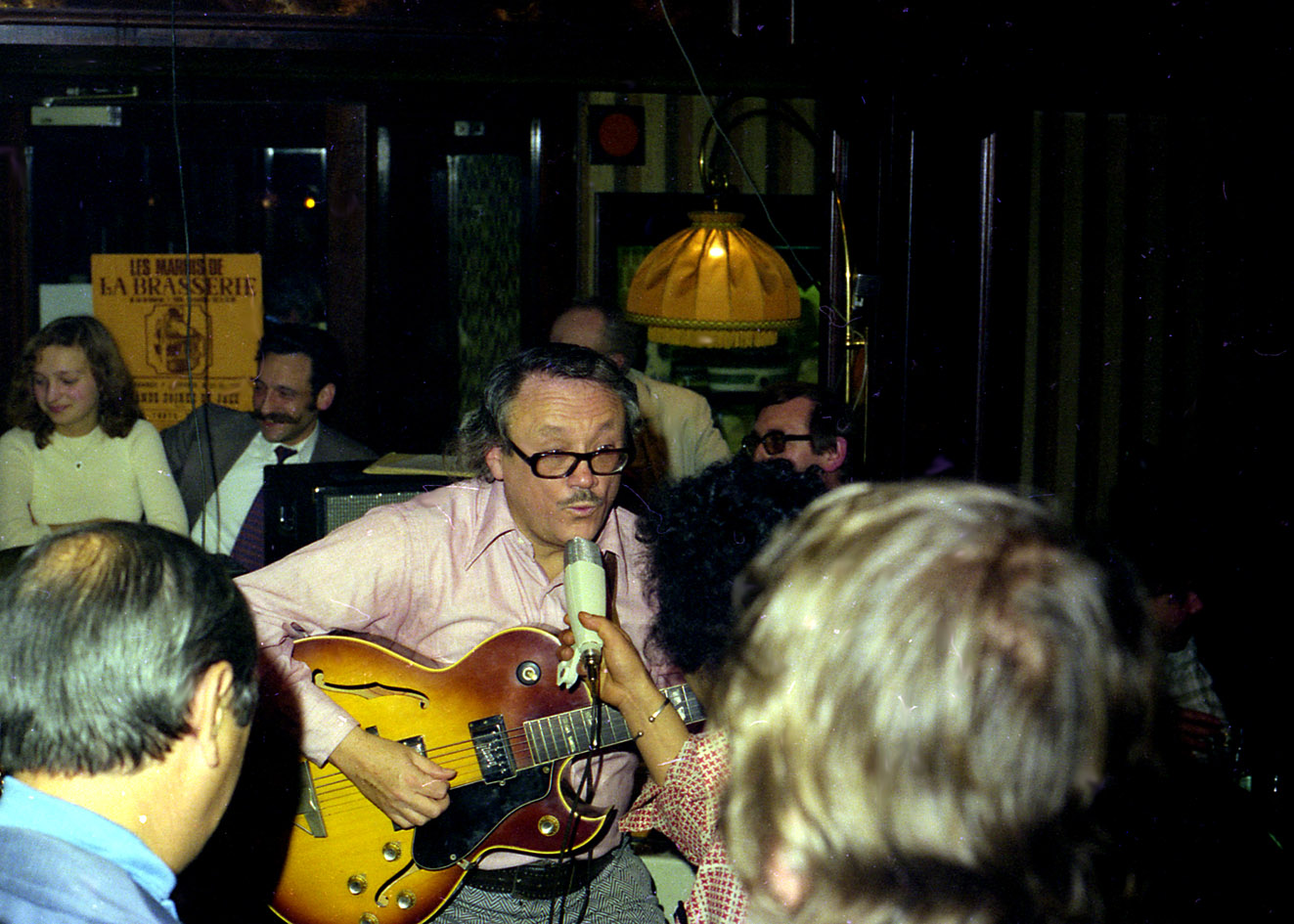
Thielemans in Brussel (1975)

Thielemans werd geboren in de Brusselse volkswijk Marollen. Hij speelde al vanaf zijn derde jaar accordeon. Op zijn zeventiende ontdekte hij de mondharmonica en hij speelde daarnaast gitaar. Thielemans raakte tijdens de Duitse bezetting in de ban van de jazz. Direct na de bezetting in 1944 trad hij met jazz op voor het Amerikaanse leger. Voorbeeld voor hem was toen Django Reinhardt.
In 1951 maakte hij als gitarist deel uit van de begeleidingsband van de Belgische zanger Bobbejaan Schoepen. In 1952 emigreerde hij naar de Verenigde Staten, waar hij in de band van Charlie Parker en het kwintet van George Shearing speelde. Thielemans gebruik van de harmonica en de Rickenbacker 325 gitaar in de late jaren 50 inspireerde een jonge John Lennon om dezelfde instrumenten te gebruiken. Hij werkte vervolgens samen met onder anderen Benny Goodman, Peggy Lee, Ella Fitzgerald, Quincy Jones, Bill Evans, Herbie Hancock, Dick Hyman, Jaco Pastorius, Stevie Wonder, Elis Regina, Pat Metheny, Billy Joel, Paul Simon, John Denver. Hij wordt algemeen erkend als een van de grootste jazzmuzikanten. Quincy Jones noemde hem one of the greatest soloists that ever fucking lived.
In 1981 kreeg hij een beroerte die hem ruim een half jaar op non-actief zette. Zijn linkerhand functioneerde veel slechter en daardoor speelde hij nog vaker mondharmonica. Bassist Jaco Pastorius hielp hem met een tournee door Japan die moeilijke periode te overwinnen. Na een concert met zijn Amerikaanse band in het Brusselse Paleis voor Schone Kunsten in 1986, waar hij Ne me quitte pas van Jacques Brel in zijn eigen, unieke stijl ten gehore bracht, werd hij in België voorgoed beschouwd als een groot en origineel muzikant. In datzelfde jaar 1986 - hij woonde toen in Grimbergen - aanvaardde hij het Peterschap van het Brosella Folk & Jazz festival, dat al sinds 1977 in het Groentheater te Brussel (Laken, bij het Atomium) in juli wordt georganiseerd.
In 1991 leverde hij een niet-onaanzienlijke bijdrage aan het eerste soloalbum van de Nederlandse zangeres Laura Fygi, Introducing. In 1996 werd Toots beschermheer of 'peter' van het festival Jazz Middelheim in Antwerpen. Het zomerfestijn bestond al sinds 1969, maar zijn deelname droeg bij aan de internationale allure van het evenement. Hij speelde er ook telkens met zijn vaste Nederlandse trio, dat bestond uit Karel Boehlee (piano), Hein van de Geyn (bas) en Hans van Oosterhout (drums).
In oktober 2006 moest Thielemans wegens oververmoeidheid en op doktersadvies de laatste zes concerten van zijn tournee door Nederland annuleren. Thielemans was in 2009 ook een van de hoofdartiesten tijdens de Night of the Proms in Antwerpen. In 2009 ontving Thielemans in de Verenigde Staten een Jazz Masters Fellowship, een van de hoogste bekroningen in de jazzwereld.
Op 12 maart 2014 beëindigde hij zijn carrière. Volgens zijn manager had de toen 91-jarige mondharmonicaspeler en gitarist niet genoeg energie meer. Alle reeds geplande concerten werden afgezegd. Hij trad wel in 2014 nog een keer op bij het festival Jazz Middelheim. Thielemans overleed twee jaar later in zijn slaap op 22 augustus 2016 op 94-jarige leeftijd, tijdens een opname in het ziekenhuis van Eigenbrakel. Hij werd op 27 augustus begraven in Terhulpen, waar hij meer dan twintig jaar woonde.

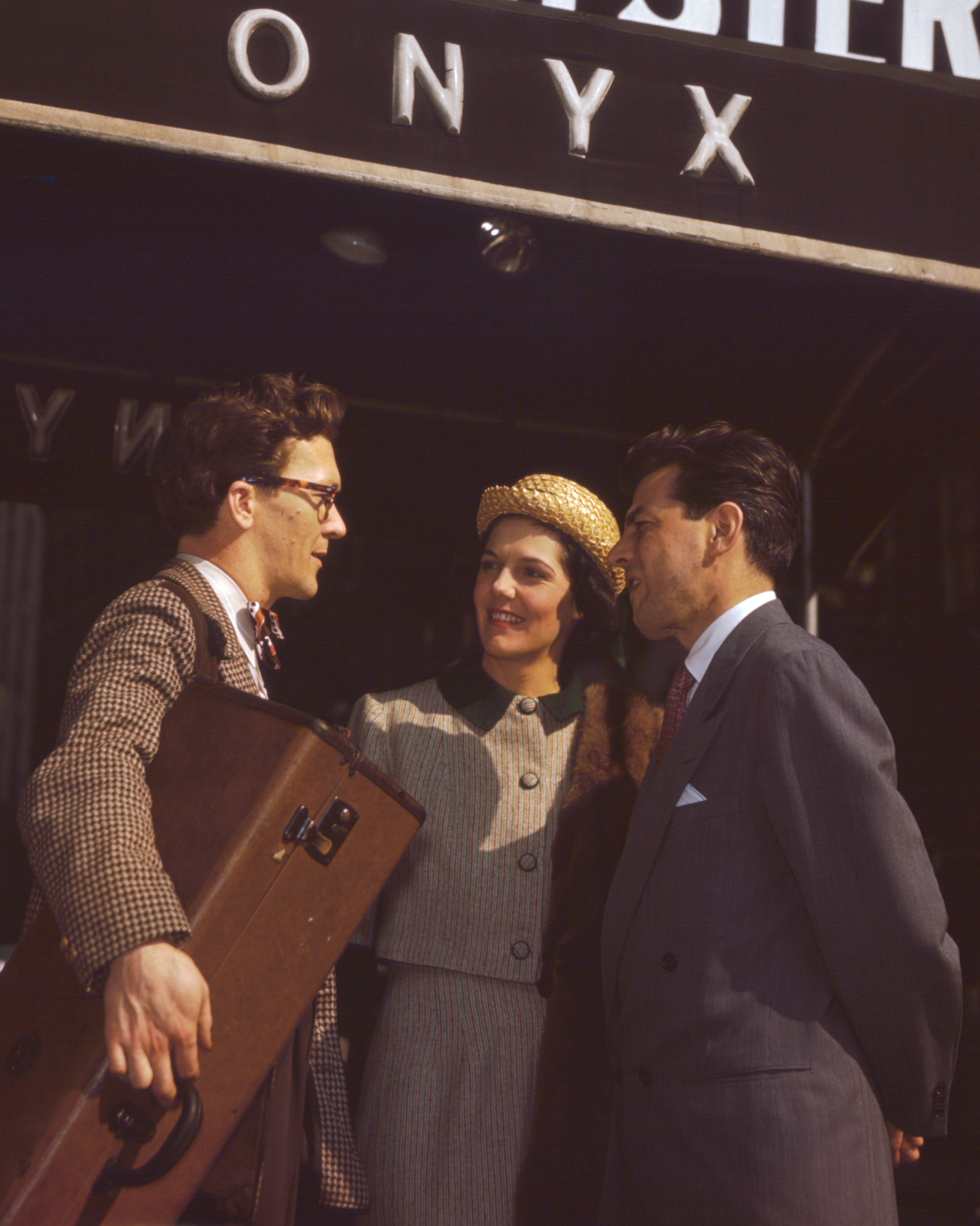
Toots Thielemans, Adele Girard en Joe Marsala (New York, ca. 1948)

## Bekendste compositie
Zijn bekendste compositie is de jazzwals Bluesette uit 1962. De titel is een woordspeling van de muziekstijlen blues en musette. In het nummer speelt hij unisono gitaar en fluit mee met de melodieën. Het werk is talloze malen door andere muzikanten vertolkt. Thielemans noemde het nummer vanwege de royalty's die hem daarmee toevielen ook wel schertsend zijn Social Security Number, zijn pensioenfonds.

## Muziek voor film en televisie
Zijn eigenzinnige mondharmonicaspel speelt een belangrijke rol in de muziek van de films Midnight Cowboy (1969) en Turks fruit (1973) en in de muziek van de Zweedse animatiefilm Dunderklumpen! (1974). Zijn muziek werd ook het thema voor de Nederlandse politieserie Baantjer en in de Vlaamse politieserie Witse.
Ook verzorgde hij het mondharmonicaspel voor de films Jean de Florette en Manon des sources van regisseur Claude Berri.
Zijn zeer herkenbare speelstijl zet ook de toon in de beginmelodie van het televisieprogramma voor kinderen Sesamstraat. Voor zijn bijdrage kreeg hij 37 dollar uitbetaald.

## Samenwerkingen
Thielemans heeft met diverse artiesten uit de jazz- en popwereld samengewerkt. Zo speelde hij op opnames als Brook Bentons versie van Rainy Night in Georgia, Leave a Tender Moment Alone van Billy Joels album An Innocent Man, Paul Simons Night Game van Still Crazy After All These Years. Verder valt hij te horen op albums van onder meer John Denver (Aerie), Bill Evans (Affinity), Pat Metheny (Secret Story) en Jaco Pastorius (Word of Mouth).
Thielemans werkte verschillende malen samen met Braziliaanse muzikanten. Met Ellis Regina nam hij in 1969 het album Aquarela do Brasil op. In 1992 en 1993 bracht hij de albums The Brasil Project en The Brasil Project Vol. 2 uit, met medewerking van onder andere Ivan Lins, Djavan, Oscar Castro-Neves, Gilberto Gil, Caetano Veloso, Milton Nascimento, Edu Lobo, Eliane Elias, Luiz Bonfá, Dori Caymmi en João Bosco. In 2006 werd Thielemans in Brazilië onderscheiden door Gilberto Gil, zelf muzikant en toen minister van Cultuur, voor zijn bijdrage aan de internationale verbreiding van de Braziliaanse muziek- en dansstijl bossanova.

## Onderscheidingen en eerbewijzen

### Eretitels[14]
- Commandeur in de Belgische Leopoldsorde in 1997
- Tot baron verheven in 2001 door koning Albert II
- Ridder in de Belgische Orde van Leopold II
- Ridder in de Franse Orde van Kunsten en Letteren
- Commandant in de Braziliaanse Orde van Verdienste van Rio Branco
- Eredoctoraat van de universiteiten VUB en ULB

### Awards
- Grammy Award nominatie voor Beste Instrumentale Thema "Bluesette": 1964[15]
- DownBeat winnaar Diverse Instrumenten (harmonica): 1978->1996, 1999->2008, 2011, 2012
- Grammy Award nominatie voor Beste Large Jazz Ensemble Album "Affinity": 1980[16]
- Grammy Award nominatie voor Beste Jazz Instrumentale Solo "Bluesette": 1992
- Zamu Music Lifetime Achievement Award: 1994
- North Sea Jazz Bird award: 1995[17]
- Grammy Award voor Best Engineered Album, Non-Classical "Q's Jook Joint": 1997
- Edison Jazz Carrièreprijs: 2001[18]
- German Jazz Trophy: 2004[19]
- Octaves de la Musique Album van het Jaar "One More for the Road": 2006[20]
- Bronzen Zinneke Award: 2006[21]
- Klara Carrièreprijs: 2007[22]
- NEA Jazz Master Award: 2009[23]
- Concertgebouw Jazz Award: 2009[24]
- Premio Donostiako San Sebastián Jazz Festival: 2011[25]
- Erelid van de Unie van Uitvoerende Kunstenaars: 2011[26]
- Franse Académie Charles Cros Carrièreprijs: 2012[27]
- MIA Lifetime Achievement Award: 2017[28]
- IFMCA Awards nominatie Best Film Music Compilation Album “The Cinema of Quincy Jones”: 2017 [29]

### Naamsverwijzingen
- Mondharmonicafabrikant Hohner noemde 2 modellen naar hem: Toots Mellow Tone[30] and Toots Hard Bopper[31]
- Toots Thielemans Jazz Awards in Brussel, vanaf 2007[32]
- Straten in Vorst (Rue Toots Thielemans) en Middelburg (Toots Thielemansstraat)[33]
- Scholen in Brussel, E.F.A. A.R. Toots Thielemans[34], en Athénée Royal Toots Thielemans[35]
- Brusselse metrolijn 3 station Toots Thielemans[36]
- Een planetoïde (13079) Toots[37]

Thielemans was ereburger van Dinant, Molenbeek, Sint-Amands en Terhulpen

### Trivia
- Toots Thielemans was lid van de circa 25 leden tellende Snorrenclub Antwerpen. Hij werd in 1988 door hen tot "Snor van het Jaar" uitgeroepen.
- In 2000 werd zijn nummer "Bluesette" als eerste opgenomen in de Eregalerij van de Vlaamse klassiekers van Radio 2.
- Op 8 juni 2003 werd Thielemans gehuldigd in Sint-Amands, met het benoemen van de Toots Thielemans Boulevard langs de SIM-route. Hij werd op die dag ook ereburger van Sint-Amands. Het kunstwerk van Willy Permentier en Henri De Bruyn, en het bijbehorende straatnaambord, hangen op de Dam.
- In 2005 werd hij genomineerd voor de titel van De Grootste Belg. Hij eindigde op nr. 20 in de Vlaamse versie en op nr. 44 in de Waalse versie.
- Op 11 augustus 2009 ontving Thielemans de Concertgebouw Jazz Award 2009.[41] In hetzelfde jaar krijgt hij ook in de Verenigde Staten de NEA Jazz Master Award 2009 toegekend,[42] de meest prestigieuze jazzmuziekprijs aldaar.
- In juni 2011 werd in Vorst een straat ingehuldigd met de naam Toots Thielemansstraat. De grootvader van Thielemans was er burgemeester geweest.[43]
- In juli 2011 wordt de Premio Donostiako Jazzaldia aan Thielemans toegekend op het Jazzfestival van San Sebastian, voor de betekenis van zijn werk voor dat muziekgenre, en zijn invloed op volgende generaties.
- In 2013 werd hij opgenomen in de Radio 2 Eregalerij voor 'Een leven vol muziek'.
- In Amsterdam werd hij geëerd met een bewerking van de stadsbeiaardier Boudewijn Zwart die de melodie van de tv serie Baantjer op het automatisch spel van de beiaard van de Westertoren plaatste.
- De Koninklijke Munt van België heeft eind januari 2017 een zilveren muntstuk geslagen ter nagedachtenis aan Toots Thielemans. Het is een muntstuk van 20 euro. Er worden 5000 exemplaren geslagen van de zilveren munt.
- In oktober 2017 werd aangekondigd dat het station Anneessens van de metro van Brussel na renovatie in 2019 hernoemd zal worden naar Toots Thielemans.[44] Dit is uiteindelijk niet doorgegaan. Het nieuwe metrostation Toots Thielemans zal echter wel de naam krijgen van de artiest.
- Op 29 april 2022 zou Toots Thielemans 100 jaar geworden zijn. Dit werd gevierd met concerten en een expositie.[45]

## Fonds Toots Thielemans
In december 2016 heeft de Muziekafdeling van de Koninklijke Bibliotheek van België het Fonds Toots Thielemans verworven. Dit fonds omvat honderden geluidsopnames (78 toerenplaten, vinylplaten, cd’s) en duizenden documenten zoals foto’s, persartikelen, partituren, brieven en concertprogramma’s.

## Discografie
- 1955: The Sound
- 1958: Man Bites Harmonica
- 1958: Time Out For Toots
- 1959: The Soul of Toots Thielemans
- 1961: Toots Thielemans
- 1961: Blues pour flirter
- 1962: The Whistler and His Guitar
- 1962: Toots Thielemans
- 1969: Toots Thielemans & Elis Regina: Aquarela Do Brasil
- 1970: Toots in Holland, met Orkest o.l.v Bert Paige
- 1972: Toots and Svend
- 1974: Captured Alive
- 1974-1978: Live
- 1974: Images
- 1974: Toots Thielemans / Philip Catherine & Friends
- 1974: Old Friend
- 1975: Live, Vol. 2
- 1978: Affinity. Bill Evans & Toots Thielemans
- 1978: Slow Motion
- 1979: Apple Dimple
- 1980: Live in the Netherlands
- 1981: All Night Long
- 1984: Autumn Leaves
- 1984: Your Precious Love
- 1984: Stephane Grappelli & Toots Thielemans: Bringing it together
- 1984: Harmonica Jazz (1954-1978 compilatie)
- 1985: Bluesette
- 1986: Just Friends
- 1986: Do Not Leave Me / Ne Me Quitte Pas
- 1987: Der Landartz (met James Last)
- 1988: Only Trust Your Heart
- 1989: Footprints
- 1989: In Tokyo
- 1991: For My Lady
- 1992: Martial Solal & Toots Thielemans
- 1992: The Brasil Project
- 1993: The Brasil Project, Vol. 2
- 1994: East Coast West Coast
- 1995: Concerto For Harmonica
- 1996: Airegin
- 1996: Jazz Masters 59
- 1998: Toots 75 / The Birthday Album
- 1998: Chez Toots
- 1999: The Live Takes
- 2001: Toots Thielemans & Kenny Werner
- 2001: Toots Thielemans & Elis Regina: Wilsamba
- 2006: One More For The Road
- 2010: European Quartet Live
- 2021: ‘’Toots Thielmans meets Rob Franken, studio sessions 1973-1983’’

## Hitlijsten

### Albums
| Album met eventuele hitnotering(en) in de Nederlandse Album Top 100 | Datum van verschijnen | Datum van binnenkomst | Hoogste positie | Aantal weken | Opmerkingen                                           |
| ------------------------------------------------------------------- | --------------------- | --------------------- | --------------- | ------------ | ----------------------------------------------------- |
| Hard to say goodbye - The very best of                              | 21-04-2000            | 29-04-2000            | 7               | 19           | Verzamelalbum                                         |
| One more for the road                                               | 17-03-2006            | 25-03-2006            | 16              | 15           |                                                       |
| Toots 90 - 90 Yrs.                                                  | 2012                  | 05-05-2012            | 66              | 2            | als Toots Thielemans European Quartet / Verzamelalbum |

| Album met hitnotering(en) in de Vlaamse Ultratop 200 albums | Datum van verschijnen | Datum van binnenkomst | Hoogste positie | Aantal weken | Opmerkingen                                           |
| ----------------------------------------------------------- | --------------------- | --------------------- | --------------- | ------------ | ----------------------------------------------------- |
| Witse                                                       | 2004                  | 21-02-2004            | 66              | 7            | met Johan Hoogewijs / Soundtrack                      |
| One more for the road                                       | 2006                  | 25-03-2006            | 11              | 20           |                                                       |
| European quartet live                                       | 2010                  | 04-09-2010            | 30              | 9            | Livealbum                                             |
| Toots 90 - The best of                                      | 2012                  | 28-04-2012            | 2               | 80           | Verzamelalbum                                         |
| Yesterday & today                                           | 2012                  | 19-05-2012            | 174             | 3            | Verzamelalbum                                         |
| Toots 90 - 90 Yrs.                                          | 2012                  | 19-05-2012            | 41              | 23           | als Toots Thielemans European Quartet / Verzamelalbum |
| Contrasts...                                                | 2014                  | 22-03-2014            | 152             | 3            |                                                       |
| The nearness of you                                         | 2015                  | 26-08-2017            | 11              | 16*          |                                                       |

### NPO Radio 2 Top 2000
Van Toots Thielemans stond alleen Bluesette in 1999 in de NPO Radio 2 Top 2000, op plek 1692.